# Kudowa-Zdrój
Kudowa-Zdrój, en allemand Bad Kudowa est une ville de Pologne, située dans le sud-ouest du pays dans la voïvodie de Basse-Silésie, au pied des monts monts tabulaires.

## Photos

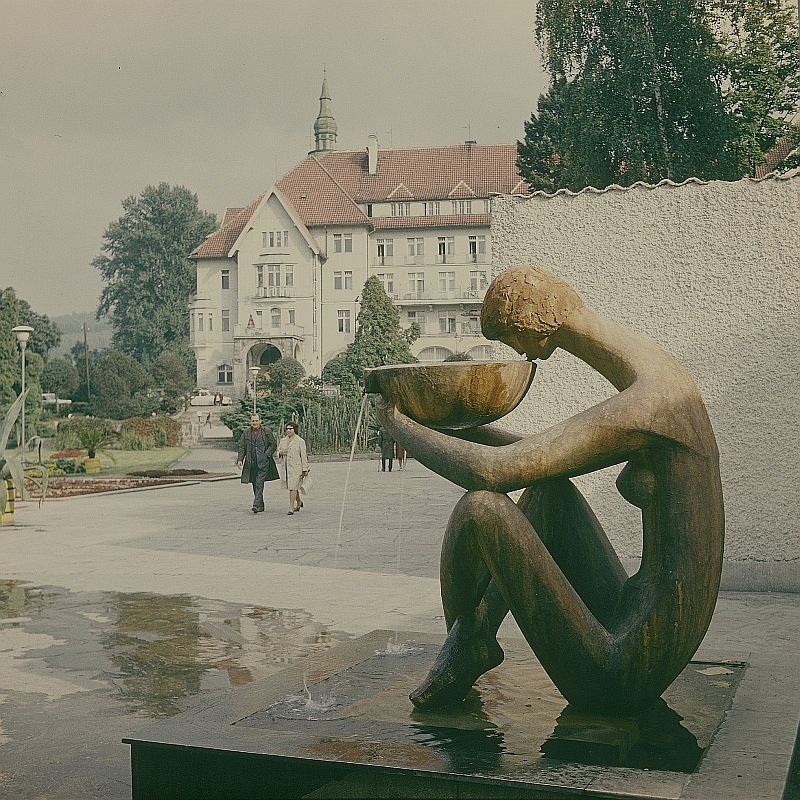
Fontaine. Photo de Richard Peter.